# Eduard Krziwanek
Eduard Ernest Edler von Krziwanek (24. ledna 1799 Jihlava – 26. června 1876 Věž) byl rakouský a český velkostatkář, šlechtic a politik, v 2. polovině 19. století poslanec zemského sněmu a Říšské rady.

## Biografie
Narodil se v Jihlavě majiteli statku Věž Bernardu Vavřinci Krziwankovi (*1763) a Marii Anně rozené Seegenschmied (1771-1842). V Jihlavě studoval na gymnáziu, stejně jako jeho bratr, JUDr. Johann Ludwig Krziwanek (*1795), jehož synové Rudolf Krziwanek a Karl Krziwanek vynikli v oboru fotografie. V roce 1831 se Eduard oženil na zámku Nový Stránov s baronkou Caroline von Herites (1804–1876). V roce 1836 na něj po matce přešel velkostatek Věž. Patřil k proněmecky orientované honoraci v regionu Německobrodska. Osobně se znal s Karlem Havlíčkem Borovským, který u něj ve Věži býval častým hostem a hrával tam německy divadlo. Havlíčka později navštívil v Brixenu. Eduard Krziwanek nechybí mezi přispěvateli Sboru ke zřízení českého národního divadla.

### 1848
Během revoluce v roce 1848 agitoval veřejně i v tisku za obeslání Frankfurtského parlamentu (etnicky česká populace volby do celoněmeckého parlamentu ve Frankfurtu ignorovala). Byl členem Konstitučního spolku. Ke Krziwankovu velkostatku ve Věži pak vytáhla humpolecká Národní garda, ale celý incident skončil smířlivě; Krziwanek se sám nechal zapsat do německobrodské Národní gardy. V rámci Čech bývá Krziwankova aktivita zmiňována jako jeden z mála případů, kdy v etnicky českém území došlo k vyjádření ve prospěch německého sjednocení: „Jen jediným úspěchem (na který byli ovšem hrdi) mohli se frankfurtomani v českém kraji honositi, totiž protestem Německého Brodu proti Národnímu výboru a osvědčením pro volby, jež 27. dubna přičiněním několika odrodilců (advokáta Pankratze a statkáře Krziwanka) k místu přišlo“
V roce 1849 byl zvolen do městské rady v Německém Brodu. Roku 1851 se zmiňuje jako člen zemské Vlastenecko hospodářské společnosti, jejímž předsedou byl Antonín Emanuel Komers, se kterým úzce spolupracoval Krziwankuv zeť Julius Prziborski. V roce 1852 se Krziwankova dcera Marie provdala za advokáta z Německého Brodu a pozdějšího okresního starostu Eduarda Brzoráda st., který byl jako rytíř řádu císaře Františka Josefa rakouský vlastenec a jeho rodina vedle češtiny běžně užívala němčinu. Jejich syn Eduard Brzorád ml. pak již byl radikálním národovcem, mladočeským politikem a poslancem.

### Olejárna a Těžířstvo
Roku 1853 založil Eduard Krziwanek s Františkem Havlíčkem, bratrem Karla Havlíčka Borovského, a dalšími společníky podnik na lisování oleje v Květinově. Havlíček Borovský s bratrem si Krziwanka jako společníka velmi cenili. Společně byli i podílníky německobrodského Těžířstva sv. Jana Nepomuckého, jehož byl E. K. iniciátor a stejně jako František Havlíček činným členem výboru.

### Zemský sněm a Říšská rada
Od zemských voleb v roce 1861 zasedal na Českém zemském sněmu za kurii velkostatkářskou (nesvěřenecké velkostatky). Roku 1866 se mu dostalo od císaře za loajálnost a činy během okupace Pruskem "Výrazu Nejvyšší spokojenosti". Po krátké přestávce se vrátil do sněmu i v zemských volbách v březnu 1867, opět za velkostatkářskou kurii. Zemský sněm ho v roce 1861 delegoval i do Říšské rady (tehdy ještě volené nepřímo), za kurii velkostatkářskou. Patřil ke Straně ústavověrného velkostatku soustředěné okolo Karla Viléma Auersperga.

### Vzorný hospodář
Na svém velkostatku ve Věži zaváděl moderní metody hospodaření. Již ve 30. letech například hnojení kostní moučkou; v parních kotlích věžského lihovaru testoval vaření piva.
Dne 1. dubna 1865 byl na 1. schůzi nově zřízeného okresního zastupitelstva v Německém Brodě čten návrh od krajské hospodářské jednoty, zřídit v zdejším okresu ústav pro vzorné hospodářství a sice tak, by polovici nákladu nesla jednota krajská, polovici pak okres německo-brodský. Proti tomu povstal člen výboru Křivánek, odporučuje svoje hospodářství a vyzýval každého, aby chce-li vzorné hospodářství vidět, na jeho statek podívati se přišel.
Mezinárodní Jury světové výstavy roku 1873 ve Vídni na Hospodářsko-lesnické souborné výstavě Království Českého přisoudila statku Věž E. ze Křivánků Diplom uznání.
Byl dlouholetým činným členem C.k. vlastenecko-hospodářské společnosti - K. k. patriotisch-ökonomische Gesellschaft in Königreiche Böhmen, členem výboru Spiritus-Industrie-Verein im Königreiche Böhmen, jednatelem Hospodářského klubu pro Čechy po venkově, v letech 1874–1876 byl členem podkomise zemské správy pro uspořádání pozemkové daně v Chrudimi.
Nekrology Die Presse, či Neue Ilustrirte Zeitung ho označily za autoritu, která se v oblasti zemědělství řadila k nejvýznamnějším v Čechách, nazýván byl Liebigem praxe.

### Ocenění - šlechtictví
Roku 1866 obecní starosta ve Věži Eduard Křivánek obdržel výraz Nejvyšší spokojenosti Jeho c. k. Veličenstva za loajálnost a činy během okupace Pruskem.
Císař povýšil statkáře Eduarda Křivánka a jeho manželské potomky do šlechtického stavu v uznání jeho záslužného vlasteneckého a obecně prospěšného působení rozhodnutím z 22. 4. 1869. Dle nobilitační listiny mu byl udělen i titul "šlechtic" a erb: v modrém štítě, přes který prochází břevno, věž z načervenalého kamenného kvádru s černou branou a dvěma okny, mimo to současně stojí na zdvihajícím se zlatém trojvrší; na prostřední ze tří stínek věže stojí k letu připravený skřivan v přirozených barvách s našikmo doprava nachýleným zlatým žitným klasem v zobáku. Na hlavním štítu spočívá korunovaný turnajový helm, z kterého splývají modrá a stříbrná podložená přikryvadla. Helmová koruna nese zavřená, modrá, stříbrným břevnem procházející orlí křídla, kterými vyrůstají tři zlaté obilné klasy na stéblech plných lístků. 
Eduard Krziwanek zemřel v roce 1876, jen krátce po smrti své manželky, se kterou jsou pochováni na hřbitově svatého Vojtěcha Německého Brodu. Syn, Eduard Krziwanek mladší vlastnil velkostatek ve Věži do roku 1881, kdy ho prodal Antonu Waldertovi.

### Dílo
- Krziwanek Eduard: Ueber Horsky's Frucht-Wechsel-System, Intelligenzblatt zur Prager Zeitung. Prag: Haase, 29.01.1847, 1847(17), s. 267, dostupné online
- Krziwanek Eduard: Nachhall von der mährischen Grenze, Prager Zeitung. Prag: Gottlieb Haase Söhne, 21.04.1848, 1848(64), s. 1116. ISSN 2571-192X. Dostupné online